# هارولد بريغس
الفريق السير هارولد بريغس، (24 يوليو 1894 – 27 أكتوبر 1952) كان ضابطا في جيش الهند البريطاني، خدم خلال الحرب العالمية الأولى والحرب العالمية الثانية وما بعدها.